# Radulphius caparao
Radulphius caparao là một loài nhện trong họ Miturgidae.
Loài này thuộc chi Radulphius. Radulphius caparao được miêu tả năm 1995 bởi Bonaldo & Buckup.